# 筆結び
筆結び（ふでむすび）は、かつてあつまるカンパニーが開発し販売していたはがき作成ソフトウェアである。
他社製品に比べて機能は少ないが、必要な機能がわかりやすく使えることを特徴として謳っている。
2019年10月28日に最初のバージョンを発売した。2024年5月14日、販売終了を発表、2024年5月31日で販売終了し、2025 年3 月31 日でサポートも終了した。
Windows版、Mac版、および両方を同梱したWin&Mac版がある。ECサイトでのパッケージソフトウェアの販売のほかに、ダウンロード販売やムック本による提供も行っていた。
バージョン2023からは「宛名FREE」と称する住所録作成と宛名印刷に機能を限定した無償版を提供していた。

## 評価
2021年2月発表の「第35回Vectorプロレジ大賞」で、筆結び 2021 Mac版が「Mac特別賞」を受賞した。

## バージョン履歴
筆結び2020
2019年10月28日発売
筆結び2021
2020年11月6日発売
筆結び2022
2021年10月16日発売
筆結び2023
2022年10月14日発売
2022年11月23日から筆結び2023 宛名FREEを提供
筆結び2024
2023年10月17日販売
2023年11月14日から筆結び2024 宛名FREEを提供